# The White Stripes (musikalbum)
The White Stripes är garagerockduon The White Stripes självbetitlade debutalbum. Det släpptes 1999 och är tillägnat blueslegendaren Son House.

## Låtlista
Låtar där inget annat anges är skrivna av The White Stripes.
1. "Jimmy the Exploder" - 2:29
2. "Stop Breaking Down" (Robert Johnson) - 2:20
3. "The Big Three Killed My Baby" - 2:29
4. "Suzy Lee" - 3:21
5. "Sugar Never Tasted So Good" - 2:54
6. "Wasting My Time" - 2:13
7. "Cannon" - 2:30
8. "Astro" - 2:42
9. "Broken Bricks" (Stephen Gillis, Jack White) - 1:51
10. "When I Hear My Name" - 1:54
11. "Do" - 3:05
12. "Screwdriver" - 3:14
13. "One More Cup of Coffee" (Bob Dylan) - 3:13
14. "Little People" - 2:22
15. "Slicker Drips" - 1:30
16. "St. James Infirmary Blues" (Joe Primrose) - 2:24
17. "I Fought Piranhas" - 3:07

## Medverkande
- Jack White – gitarr, piano, sång
- Meg White – trummor
- Johnny Walker – slide-gitarr på "I Fought Piranhas" och "Suzy Lee"